# Портрет Фридриха Вильгельма III верхом на коне
«Портрет Фридриха Вильгельма III верхом на коне» — картина работы немецкого художника Франца Крюгера из Военной галереи Зимнего дворца.

## Описание картины
Картина представляет собой конный портрет прусского короля Фридриха Вильгельма III из состава Военной галереи Зимнего дворца.
Прусский король Фридрих Вильгельм III изображён в прусском генеральском мундире, в генеральской шляпе, верхом на рысаке гнедой масти, на фоне Берлина, слева виден Национальный памятник Освободительной войне Германии против Наполеона по проекту К. Ф. Шинкеля на горе Кройцберг. На груди кресты российского ордена Св. Георгия 4-го класса, прусского ордена Железного креста, австрийского Военного ордена Марии Терезии, прусская медаль «В память войны 1813—1815 годов», неопознанная медаль и звезда прусского ордена Чёрного орла. Справа внизу подпись художника и дата: F. Krüger pinx 1831. Подпись на раме с ошибкой в дате написания картины: Фридрих-Вильгельм III король Прусскiй 1799—1840. Работы Ф. Крюгера ок. 1837 г.

## История создания
Картина была заказана художнику прусским королём Фридрихом Вильгельмом III в первой половине 1820-х годов и сразу предназначалась в подарок русскому императору для Военной галереи. Окончена она, как следует из авторской подписи, в 1831 году; 29 марта 1831 года Фридрих Вильгельм писал своей дочери российской императрице Александре Фёдоровне: «Крюгеру, который пишет мой портрет для галереи генералов, я прочитал то, что касается его картины. Он был вне себя от счастья… <…> Сходство передано удивительно». 24 февраля 1832 года она прибыла в Санкт-Петербург, и министр императорского двора князь П. М. Волконский поручил главному хранителю Эрмитажа действительному статскому советнику Ф. И. Лабенскому «взять в Эрмитаж из Канцелярии привезённую из Берлина картину, натянуть её на пялки, а потом сказать что она представляет», на что Лабенский в тот же день доложил: «по вскрытии ящика в нём оказался портрет Короля Прусского во весь рост, едущего на лошади верхом, в совершенной сохранности».
Портрет сразу же был установлен в Военной галерее Зимнего дворца и произвёл сильное впечатление на всех. Прусский король Фридрих Вильгельм III в конце марта 1832 года писал Александре Фёдоровне: «Я очень рад, что мой портрет понравился, но ведь Крюгер художник замечательный, единственный в своём роде. И ведь это первая его работа столь больших размеров. Он ничего так не желает, как поехать в Петербург, но я думаю, что из-за многочисленных дел он должен пока от этого отказаться».
В качестве подарка император Николай I пожаловал Крюгеру золотую табакерку с бриллиантами.
Поскольку конный портрет императора Александра I, написанный Джорджем Доу для Военной галереи, оказался неудачным, то под впечатлением от портрета прусского короля было принято решение заказать Крюгеру новый портрет Александра I, который после нескольких лет работы был написан и в 1839 году заменил в Военной галерее портрет работы Доу.

## Первоначальные и последующие портреты

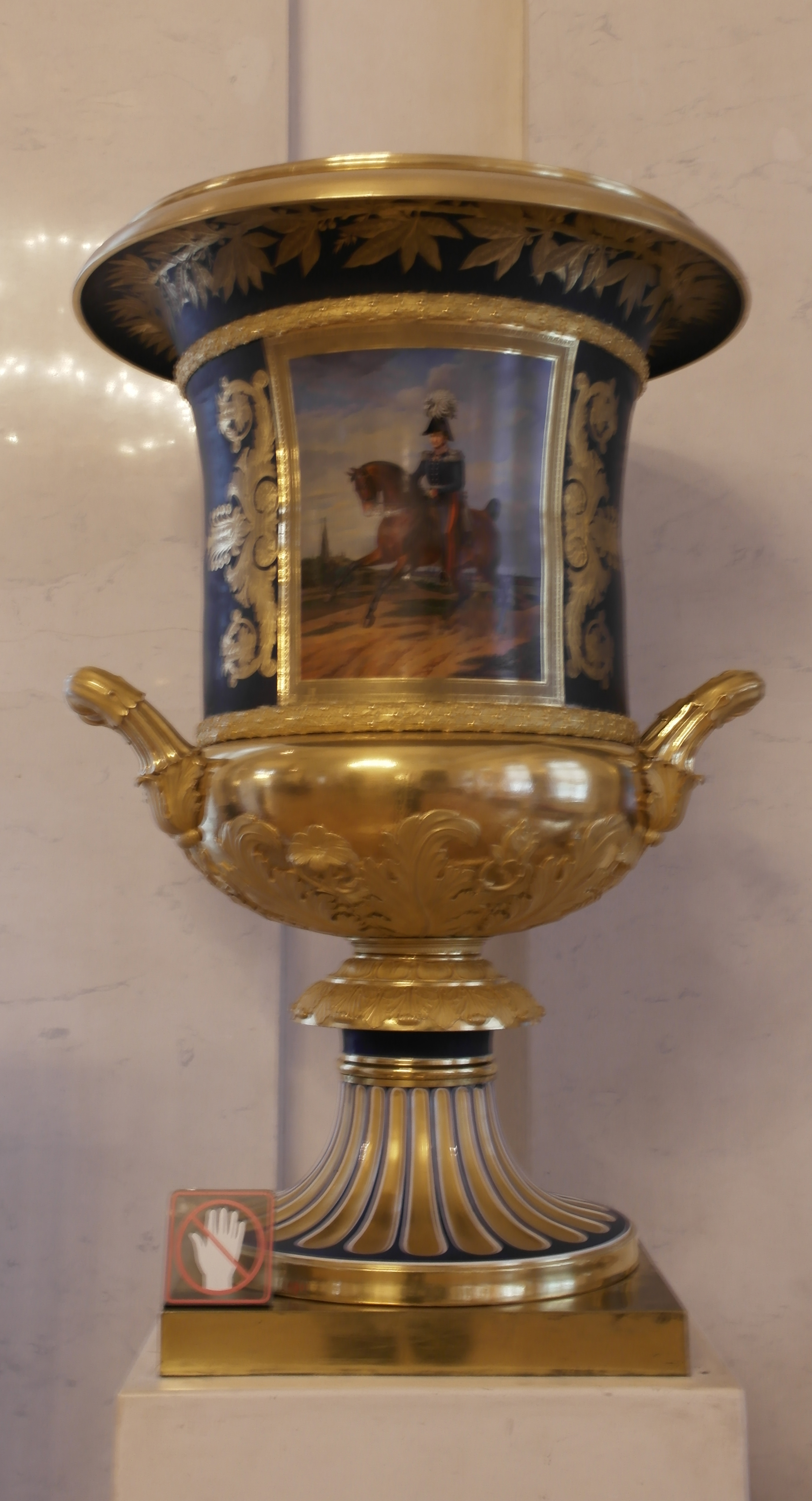
Ваза-кратер с репродукцией галерейной картины

Первый раз подобный тип портрета прусского короля Крюгер изобразил на рисунке «Фридрих Вильгельм III с сыновьями», исполненном около 1825—1828 годов (63,5 × 48,5 см), этот рисунок хранится в собрании Гравюрного кабинета Государственных музеев Берлина. На выставке в Берлинской академии художеств 1828 года Крюгер выставлял увеличенный вариант этого рисунка с изображением памятника на горе Кройцберг, этот рисунок находится в собрании дворца Сан-Суси в Потсдаме, там же хранятся и предварительные наброски к нему.
После того, как картина для Военной галереи была отправлена в Санкт-Петербург, Крюгер написал её точное повторение для короля. Эта копия была показана на академической выставке 1832 года в Берлине и затем вплоть до 1939 года хранилась во дворце Монбижу в Берлине. Во время Второй мировой войны она была эвакуирована, спрятана в одном из подземных хранилищ и в 1945 году обнаружена американскими войсками, после чего передана в распоряжение властей Западного Берлина. Выставляется во дворце Шарлоттенбург.
В 1842 году Крюгер написал большую картину «Фридрих Вильгельм III со свитой», на которой почти без изменений повторил фигуру короля с галерейного портрета; современное местонахождение этой картины не установлено, известна она по старым репродукциям и описаниям.
В 1840-х годах на Императорском фарфоровом заводе в Санкт-Петербурге для Зимнего дворца была изготовлена ваза-кратер с репродукцией галерейного портрета (фарфор, подглазурная полихромная роспись, цировка, золочение; 148 × 107 × 62 см; инвентарный номер ЭРФ-6861). В настоящее время эта ваза находится в собрании Эрмитажа и выставляется в Фельдмаршальском зале Зимнего дворца.